# Pluralis Majestatis
Pluralis Majestatis är ett album av Pst/Q från 2000.

## Låtlista
1. Jag '97
2. Jesuskomplex
3. Tid Att Göra Upp Räkningen
4. Suverän
5. Håll Käften